# 생명은 불꽃처럼
"생명은 불꽃처럼"은 1965년에 개봉한 대한민국의 영화이다.

## 캐스팅
- 김진규
- 문정숙
- 이대엽
- 유계선
- 전계현
- 복혜숙
- 정애란
- 이광호
- 임해림
- 이예성
- 장혁
- 변기종
- 김칠성
- 장훈
- 조항
- 김동원
- 방수일